# ロバート・ラッシュウォース
ロバート・ラッシュウォース(Robert Aitken Rushworth、1924年10月9日-1993年3月17日)は、アメリカ空軍のX-15のテストパイロットである。メーン州マディソンで生まれ、メーン大学で機械工学を修めて1951年に学士号を取得した。また1958年には空軍工科研究所で航空工学の学士号を取得した。1958年にX-15計画に選ばれ、1960年11月4日に初飛行を行った。その後の6年間に、X-15で34度の飛行を行った。特に1963年6月27日の飛行では高度28.5万フィートを超え、宇宙飛行となった。
1966年7月1日にX-15の最終飛行を行った後は通常の軍の任務に戻り、ベトナム戦争にも従軍してF-4で189回出撃した。エドワーズ空軍基地やカートランド空軍基地のテスト飛行センターの司令官も務めた。1981年6月1日に少将として軍を退役した時には、ライト・パターソン空軍基地に勤めていた。第二次世界大戦では　等を操縦し、また朝鮮戦争やベトナム戦争にも従軍した。
1993年3月17日にカリフォルニア州カマリロで自然死した。1994年には、死後に宇宙飛行通り（Aerospace Walk of Honor）に加えられた。